# Akademicka Służba Zdrowia
Akademicka Służba Zdrowia – organizacja pomocy lekarskiej dla studentów. Zespoły Opieki Zdrowotnej istniały i istnieją (2008) w większości ośrodków akademickich w Polsce.

## Historia
Przed II wojną światową istniała organizacja Studencka Kasa Chorych. Dla przykładu w latach 1930–1936 w Studenckiej Kasie Chorych jako lekarz chorób nerwowych pracował dr Zygmunt Kuligowski, który przyjmował studentów w swoim mieszkaniu przy ulicy Wiejskiej 2.  W Polsce przedwojennej istniały także studenckie oddziały Bratniej Pomocy.
Jednym z prekursorów Akademickiej Służby Zdrowia w Polsce była organizacja Pomocy Lekarskiej Młodzieży Akademickiej, czyli PLMA nazywana często PaLMA. W Łodzi organizację tę rozwiązano w 1951 na jej miejsce utworzono Zespół Leczniczo-Profilaktyczny dla Studentów, a w 1971 stworzono Zespół Opieki Zdrowotnej dla Szkół Wyższych. Pod koniec lat 1990 studenckie ośrodki służby zdrowia w Polsce zostają udostępnione pacjentom spoza wyższych uczelni.
W Warszawie jedną z najbardziej znanych placówek jest przychodnia specjalistyczna na Mochnackiego 10. W przychodni na Mochnackiego działa Studencka Komisja Lekarska, której skład wydaje orzeczenia dotyczące m.in. urlopów dziekańskich.